# Graphasel Design Studio
A Graphasel Design Studio a Magyar Képzőművészeti Egyetem falai között jött létre egy baráti szövetségből Budapesten 2003-ban. A Graphasel név két szó összetételéből jött létre: graphic + asasel. A csapatot az alapító Ördögh László és Drozsnyik Dávid (Drozsnyik István képzőművész fia) irányítja, akik 2005-ben végeztek az egyetem grafika szakán. A stúdió főként arculattervezéssel foglalkozik, és kifejezetten művészi igényű egyedi vizuális megjelenéseket terveznek.

## Válogatás munkáikból
- Zara Boutique Hotel arculat
- Balassi Intézet arculat
- Kemenes Cukrászat (Arany Rajzszög Díj 2013)
- Google Iroda Budapest enteriőr
- Pizza Forte arculat
- Sugar! Design Cukrászat arculat
- Goethe Intézet kiadvány layout
- Design Management Díj arculat
- 2024. évi nyári olimpiai játékok, budapesti pályázatának arculata
- 2017-es úszó-világbajnokság arculat
- Balaton Sound arculat
- Monyo Brewing címkecsalád
- Dubicz Borászat címkecsalád
- Liget Budapest arculata
- Szépművészeti Múzeum arculata
- Opera Gin Budapestarculat és csomagolás
- Puskás Aréna Budapest látogatóirányítás
- Lunczer Pálinka és Vodka Csomagolás
- Tokaj Gin csomagolás
- MVM DOME wayfinding rendszer

## Red Dot Design Award2018winner packaging design
45 ország 8600 alkotása közül a budapesti Graphasel Design Studio munkája nyerte el a dizájn Oscarjának számító egyik Red Dot-díjat 2018-ban. A Dubicz Borászat és Szőlőbirtok számára terveztek egy címkecsaládot, ami a csomagolás kategóriában kapta meg a 24 fős nemzetközi zsűri elismerését.
A különleges címkék a mátrai borvidék sajátságos természeti adottságait sűrítik egy absztrakt szimbólumrendszerbe. A borvidék jellegzetes természeti kincsei és jelenségei közül kiragadott formák adták a grafikák alapját, amelyek illeszkednek az adott bor sajátos íz- és illatvilágához.

## Red Dot Award Brands & Communication Design 2019winner packaging design
Az Opera Gin nevét a neoreneszánsz stílusú Magyar Állami Operaházról kapta, mely Budapest egyik ékköve az Andrássy úton. A ginfőzőt alapító Dámossy Bálint családja több generáció óta él az Operaház közvetlen szomszédságában, ahol első próbafőzéseit végezte.
Ez a személyes kötődés, valamint a gin ízvilágát adó tizenegy fűszer közös jellemvonása – a teátrális gazdagság – indokolta tudatos döntésüket, hogy szakítottak a Rams féle alapelvekkel és a tervezés során az épületre és műfajra szintén jellemző túldíszítettséget alkalmazták.

### MINIMALMAXIMAL
A címke minden motívuma másodlagos jelentéstartalommal bír, mely őszinte, kimunkált és hiteles történetet épít a márka mögé. A tradicionális ital párlásánál alkalmazott innovatív szemléletet a grafikában a modern és klasszikus elemek harmonikus egyensúlya testesíti meg.

## Magyar Posta Művészeti Nagy Díj 2019
A 2019-es nemzetközi Postai Világnapon adták át a Magyar Posta Művészeti Nagy Díjat, amelyet Héjja Luca vehetett át a Graphasel Design Studio tervezőjeként. A bélyeget a művészeti színvonaláért díjazták, ugyanakkor a különlegességét emeli, hogy a Magyar Posta a pályáztatást és a gyártást is jóval a 2018-as Téli Olimpiai játékok előtt kezdte meg. Ekkor még nem lehetett sejteni, hogy Magyarország történetében először téli aranyat szerez. A döntés, hogy a gyorskorcsolya lesz a téma, a Graphaselben született meg sok szakmai vitát követően, mert az emberi test dinamikáját szerették volna kiemelni, melyet szerintük ez a sportág fejez ki a legjobban. A választást a szakmai zsűri is értékelte, amikor felvállalta, hogy egy nagy értékű bélyeg grafikája egy gyorskorcsolyázót ábrázoljon. Az egész stúdió izgalommal követte az eseményeket a téli játékok alatt. Kettős öröm érte az alkotókat, amikor kiderült, hogy az aranyérmet a Liu Shaoang, Liu Shaolin Sándor, Knoch Viktor, Burján Csaba összeállítású magyar csapat nyerte, ezzel dicsőséget szerezve Luca grafikájának is. Magyarország a téli olimpiák történetében először nyert aranyérmet, amit bátran nevezhetünk sporttörténeti mérföldkőnek.

## Puskás Aréna látogatóirányítási rendszere
A világ legelismertebb kommunikációs dizájn megmérettetésén a Red Dot Brand and Communication versenyén kapott kitüntető díjat a Puskás Aréna Budapest arculata és wayfinding rendszere. 2020-ban a Graphasel Design Studio zsinórban harmadjára hozta el a huszonnégy tagú nemzetközi zsűri elismerését. A versenyben a hazai csapat egy olyan kategóriában nyert, amelyben még magyar alkotó nem kapott elismerést korábban. További siker, hogy ezt a munkát a German Design Council is kitüntette a German Design Award versenyen, illetve az egyik legfontosabb magyar grafikai elismerést is kiérdemelte – az Aranyrajzszög díjat.
A Puskás Arénát 2019 novemberében adták át a nagyközönség számára a Magyarország–Uruguay nyitómeccsen. A beruházást a Budapesti Fejlesztési Központ koordinálta, amely szervezet egyben szakmailag irányította a tervezést és kivitelezést. Fürjes Balázs Államtitkár felügyeletével készültek a wayfinding tervek, amit szakmailag Skardelli György építész fogadott el a tervezési folyamat végén.

### Mi az a wayfinding tervezés?
A wayfinding tájékoztatási rendszert jelent, ami segíti az emberek közlekedését. Az útvonalon jelek segítik az eligazodást, melyek alapján olyan döntéseket tudnak hozni, hogy eljussanak céljukig. A tervezés során modellezni kell, hogy az emberek milyen ingerek alapján, és hogy viselkednek egy térben. A látogatóirányítás nem csak irányító jelekből, hanem térképek és azonosító jelölések hierarchikus rendszeréből áll, ami egy középület vizuális arculatát is képes meghatározni.

## Lunczer Pálinka és Vodka csomagolás
Red Dot Award: Brands & Communication Design 2022 duplán győztes csomagolása lett a Lunczer italcsalád Pálinka és a Vodka terméke is. A Lunczer modern, hazai márka, családi vállalkozás a Dunakanyar szívében. Elsődleges termékük a pálinka, amit 2014 óta készítenek főzdéjükben. A mindig megújuló palettán helyet kapnak az ágyas és blendelt pálinkák, illetve az optimus és esszencia pálinkáik, melyek még fokozottabb ízélményt és magasabb alkoholfokot kínálnak a fogyasztóknak. A termékcsaládot később ginnel és vodkával bővítették. Termékeik alapanyagait főként a környék forrásvizei, gabonái, virágai és bogyói alkotják. Az ital kifinomult ízvilágát és elegáns karakterét az art deco stílust idéző grafikai világ tolmácsolja. A precízen kiszerkesztett geometrikus elemek tükrözik továbbá a család magas szintű szakmai elvárásait.

## Tokaj Gin
Tokaj világhírű bora az aszú. A ginkészítés ezen a tájon teljesen újkeletű, így adta magát, hogy a gin alapjául szolgáló fűszerek egyike a helyi szőlő legyen, ami egy autentikus értéket ad. A táj jellemző dombságai adják a különleges mikroklímát a Bodrog és Tisza találkozásánál. Mivel a Tokaj Gin tökéletesen követi a klasszikus gin készítési eljárást, így a lokális értékeket csak egy grafikai érintéssel, egy ujjlenyomatszerű tájábrázolással illusztráltuk geometrikus modorban. Az illusztrációt szitázással nyomtattuk az üveg felületére közvetlenül, ami játékosan torzul a tiszta italon keresztül. A lencse effekt adja a vizuális élményt amikor kézbe vesszük a terméket. A front címke kis méretű, hogy koncentrált információval lényegretörő és nagyvonalú maradjon a palack. A Graphasel a Tokaj Gin csomagolásért számos nemzetközi elismerésben részesült, többek között Red Dot Award: Brands & Communication Design 2022, A'Design Awards, German Brand Award díjakat kapta.

## MVM DOME wayfinding rendszere
Magyarország legnagyobb fedett multifunkciós arénája az MVM DOME, ami a 2022-es férfi IHF kézilabda Európa-bajnokságra készült. A 21. századi igényeknek megfelelően épült csarnok látogatóirányítási rendszerének tervezésekor kihívást jelentett megfelelni a megrendelői oldal által megtervezett, bonyolult szektorkiosztásnak és a szigorú biztonsági elvárásoknak. A navigációs rendszer elemeit úgy komponáltuk, hogy azok egyszerűek és jól áttekinthetőek maradjanak emellett harmonikusan illeszkedjenek az enteriőrökhöz. A színekkel tipográfiával és anyaghasználattal, olyan semleges navigációs rendszert hoztunk létre ami bármilyen rendezvény arculatába könnyen beilleszthető, emellett karakteres részét képezik az épületnek és kellőképpen felkeltik az épület használóinak a figyelmét. Az MVM DOME látogatóirányítási rendszert Red Dot Award: Brands & Communication Design 2022 winner díjban részesítették Berlinben.